# Геологія нафти і газу
Геоло́гія на́фти і га́зу (геологія вуглеводнів, нафтогазова геологія) — прикладний розділ геології, який вивчає утворення та накопичення вуглеводнів у надрах Землі, з метою науково обґрунтованого прогнозу знаходження покладів нафти і газу, вибору раціонального комплексу методів їх пошуку, розвідки, підрахунку запасів та оптимального режиму розробки.

## Загальний опис
Задачі геології нафти і газу: вивчення речовинного складу вуглеводнів і вміщуючих їх порід (геохімія нафти і газу), супутніх їм вод, форм залягання в надрах Землі, умов формування та руйнування, закономірностей просторово-часового розташування покладів та родовищ нафти і газу, їхнього генезису.
Головним об'єктом вивчення геології нафти і газу є утворення та накопичення вуглеводнів. На мінеральному рівні це бульбашки вуглеводневих газів, краплі рідких та включення твердих вуглеводнів у кристалах, а також плівки навколо мінеральних та полімінеральних зерен. На породному рівні — розсіяні вуглеводні та концентровані скупчення в окремих пластах. На надпородному рівні — це поклади і родовища, а на літосферному — нафтогазоносні зони та басейни, нафтогазоносні пояси та вузли нафтогазонакопичення.
Геологія нафти і газу почала становлення як наука у першому двадцятилітті XX століття у зв'язку з появою та поширенням двигуна внутрішнього згоряння та на початковому етапі накопичувала і узагальнювала досвід пошукових робіт.
Геологія нафтогазових родовищ розглядає процеси їх формування, закономірності розповсюдження та особливості залягання покладів у геологічних структурах, генезис (походження) вуглеводнів та методику прогнозування, пошуку, розвідки та розробки нафтогазових родовищ. На геологічній основі розроблено принципи підрахунку ресурсів і запасів вуглеводневої сировини в надрах.

## Цікаво
- Перша штатна одиниця «геолог-нафтовик» з’явилася в компанії братів Нобелів на Бакинських нафтопромислах лише наприкінці 1870-х рр.